# Begraafplaats van Hargicourt (Aisne)
De begraafplaats van Hargicourt is een protestantse gemeentelijke begraafplaats ten noorden van het centrum van Hargicourt in het Franse departement Aisne. In de Eerste Wereldoorlog werd de begraafplaats uitgebreid, eerst met een deel aangelegd voor Duitse gesneuvelden en daarna, in augustus 1917, voor Britse. De Duitse graven werden later naar elders overgebracht. 

## Britse extensie
Vijftig meter voorbij de gemeentelijke begraafplaats ligt een Britse militaire begraafplaats met gesneuvelden uit de Eerste Wereldoorlog. De begraafplaats werd ontworpen door Arthur Hutton en ligt 230 m ten noordoosten van de dorpskerk (Église Saint-Pierre d'Hargicourt). Ze heeft een min of meer trapeziumvormig grondplan met afgeronde hoeken en een oppervlakte van 348 m². De omheining bestaat uit een muur van gekloven keien afgedekt met bakstenen. Het Cross of Sacrifice staat centraal tegen de westelijke muur. 
Er worden 73 doden herdacht waaronder 5 niet geïdentificeerde. Er liggen 61 Britten en 12 Australiërs begraven.
De begraafplaats wordt onderhouden door de Commonwealth War Graves Commission.

### Geschiedenis
Het dorp werd in april 1917 door de Britse troepen veroverd maar een jaar later op 21 april 1918 tijdens het Duitse lenteoffensief terug uit handen gegeven. Op 18 september 1918 werd het door Australische eenheden heroverd. De begraafplaats werd in augustus 1917 even voorbij de Duitse uitbreiding van de gemeentelijke begraafplaats aangelegd. Ook in januari, september en oktober van 1918 werden er doden begraven.

### Onderscheiden militairen
- Harvey Gerald Carminow Carter, kapitein bij het Worcestershire Regiment en Charles Eric Hatfeild, kapitein bij de The Buffs (East Kent Regiment) werden onderscheiden met het Military Cross (MC).
- George Henry Simons, onderluitenant bij het Lincolnshire Regiment werd onderscheiden met de Distinguished Conduct Medal (DCM).
- Gordon Clarke Compton Dennett, soldaat bij de The Buffs (East Kent Regiment) ontving de Military Medal (MM).